# Epamera
Epamera är ett släkte av fjärilar. Epamera ingår i familjen juvelvingar.

## Dottertaxa tillEpamera, i alfabetisk ordning[1]
- Epamera aemulus
- Epamera aethes
- Epamera aethria
- Epamera agnes
- Epamera albertia
- Epamera albocaerulea
- Epamera alticola
- Epamera amanica
- Epamera apatosa
- Epamera aphnaeoides
- Epamera arborifera
- Epamera bakeri
- Epamera banco
- Epamera bansana
- Epamera barbara
- Epamera barnsi
- Epamera belli
- Epamera bellina
- Epamera berbera
- Epamera caerulea
- Epamera ceres
- Epamera congdoni
- Epamera cytaeis
- Epamera diametra
- Epamera dubiosa
- Epamera exquisita
- Epamera farquharsoni
- Epamera flavilinea
- Epamera fontainei
- Epamera frater
- Epamera fuscomarginata
- Epamera gazei
- Epamera gemmarius
- Epamera haemus
- Epamera hemicyanus
- Epamera iasis
- Epamera iaspis
- Epamera jacksoni
- Epamera jordanus
- Epamera kamerunica
- Epamera katanganus
- Epamera katera
- Epamera kelle
- Epamera kumboae
- Epamera laon
- Epamera laonides
- Epamera leonis
- Epamera maesa
- Epamera mafugae
- Epamera maris
- Epamera mermis
- Epamera mildbraedi
- Epamera mimosae
- Epamera mirabilis
- Epamera mongiro
- Epamera naisisii
- Epamera natalica
- Epamera neavei
- Epamera nolaensis
- Epamera normani
- Epamera oberthueri
- Epamera obscura
- Epamera pamelae
- Epamera parva
- Epamera pollux
- Epamera pseudofrater
- Epamera pseudopollux
- Epamera rhodosense
- Epamera sappirus
- Epamera septentrionalis
- Epamera sibella
- Epamera sidus
- Epamera silanus
- Epamera silenus
- Epamera stenogrammica
- Epamera tajoraca
- Epamera toroensis
- Epamera torvensis
- Epamera violacea
- Epamera yalae
- Epamera yokoana